# Stethynium imperator
Stethynium imperator är en stekelart som beskrevs av Girault 1938. Stethynium imperator ingår i släktet Stethynium och familjen dvärgsteklar. Inga underarter finns listade i Catalogue of Life.